# Gråaktig lobmätare
Gråaktig lobmätare, Lobophora halterata är en fjärilsart som beskrevs av Johan Siegfried Hufnagel 1767. Gråaktig lobmätare ingår i släktet Lobophora och familjen mätare, Geometridae. Arten är reproducerande i Sverige. Inga underarter finns listade i Catalogue of Life.

## Bildgalleri

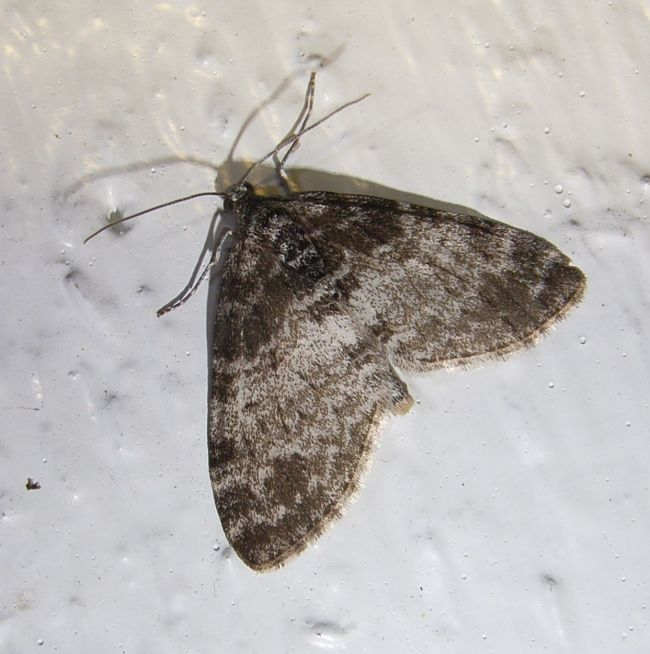
Imago fjäril